# 江西省人民政府
江西省人民政府，是中華人民共和國江西省的省级国家行政机关。

## 沿革
1949年6月16日，江西省人民政府宣告成立。1955年2月，改组为江西省人民委员会。1968年1月，改组为江西省革命委员会。1979年12月，复称江西省人民政府。
2015年10月，位于九龙湖的江西省行政中心挂牌，地址为南昌市红谷滩新区红角洲卧龙路999号。11月，江西省人民政府机构开始陆续搬迁。2016年2月春节后，南昌市东湖区北京西路69号江西省人民政府旧址正式停用。

## 职权
根据《中华人民共和国地方各级人民代表大会和地方各级人民政府组织法》第七十三条，县级以上的地方各级人民政府行使下列职权：
1. 执行本级人民代表大会及其常务委员会的决议，以及上级国家行政机关的决定和命令，规定行政措施，发布决定和命令；
2. 领导所属各工作部门和下级人民政府的工作；
3. 改变或者撤销所属各工作部门的不适当的命令、指示和下级人民政府的不适当的决定、命令；
4. 依照法律的规定任免、培训、考核和奖惩国家行政机关工作人员；
5. 编制和执行国民经济和社会发展规划纲要、计划和预算，管理本行政区域内的经济、教育、科学、文化、卫生、体育、城乡建设等事业和生态环境保护、自然资源、财政、民政、社会保障、公安、民族事务、司法行政、人口与计划生育等行政工作；
6. 保护社会主义的全民所有的财产和劳动群众集体所有的财产，保护公民私人所有的合法财产，维护社会秩序，保障公民的人身权利、民主权利和其他权利；
7. 履行国有资产管理职责；
8. 保护各种经济组织的合法权益；
9. 铸牢中华民族共同体意识，促进各民族广泛交往交流交融，保障少数民族的合法权利和利益，保障少数民族保持或者改革自己的风俗习惯的自由，帮助本行政区域内的民族自治地方依照宪法和法律实行区域自治，帮助各少数民族发展政治、经济和文化的建设事业；
10. 保障宪法和法律赋予妇女的男女平等、同工同酬和婚姻自由等各项权利；
11. 办理上级国家行政机关交办的其他事项。

## 机构设置
根据中共中央办公厅、国务院办公厅《关于印发〈江西省机构改革方案〉的通知》，江西省人民政府设置工作部门43个，其中省政府办公厅和组成部门23个，直属特设机构1个，直属机构12个，部门管理机构7个。
江西省人民政府设置下列机构：
- 江西省人民政府办公厅

### 组成部门
- 江西省发展和改革委员会
- 江西省教育厅
- 江西省科学技术厅
- 江西省工业和信息化厅
- 江西省公安厅
- 江西省民政厅
- 江西省司法厅
- 江西省财政厅
- 江西省人力资源和社会保障厅
- 江西省自然资源厅
- 江西省生态环境厅
- 江西省住房和城乡建设厅
- 江西省交通运输厅
- 江西省水利厅
- 江西省农业农村厅
- 江西省商务厅
- 江西省文化和旅游厅
- 江西省卫生健康委员会
- 江西省退役军人事务厅
- 江西省应急管理厅
- 江西省审计厅
- 江西省人民政府外事办公室

（办公厅挂参事室（文史馆）牌子；科学技术厅挂外国专家局牌子；工业和信息化厅挂国防科学技术工业办公室牌子；文化和旅游厅挂文物局牌子；外事办公室挂港澳事务办公室牌子。）

### 直属特设机构
- 江西省人民政府国有资产监督管理委员会

### 直属机构
- 江西省林业局
- 江西省市场监督管理局
- 江西省广播电视局
- 江西省民族宗教事务局
- 江西省体育局
- 江西省统计局
- 江西省人民防空办公室
- 江西省乡村振兴局
- 江西省医疗保障局
- 江西省人民政府研究室
- 江西省机关事务管理局

（市场监督管理局挂知识产权局牌子；乡村振兴局挂革命老根据地建设委员会办公室牌子。）

### 部门管理机构
- 江西省政务服务管理办公室，由省政府办公厅管理。
- 江西省粮食和物资储备局，由省发展和改革委员会管理。
- 江西省能源局，由省发展和改革委员会管理。
- 江西省监狱管理局，由省司法厅管理。
- 江西省戒毒管理局，由省司法厅管理。
- 江西省中医药管理局，由省卫生健康委员会管理。
- 江西省药品监督管理局，由省市场监督管理局管理。
- 江西省地质局，由省自然资源厅管理。

### 直属事业单位
- 江西省机械行业管理办公室
- 江西省轻工行业管理办公室
- 江西省煤炭行业管理办公室
- 江西省地方志编纂委员会办公室
- 江西省知识产权局
- 江西经济管理干部学院
- 江西省科学院
- 江西省社会科学院
- 江西省农业科学院
- 江西省林业科学院
- 南昌有色冶金设计研究院
- 江西省供销合作社
- 江西省城镇发展服务中心
- 江西省地质调查勘查院

### 派出机构
- 江西赣江新区管理委员会
- 赣州经济技术开发区管理委员会
- 宜春经济技术开发区管理委员会
- 江西省人民政府驻北京办事处

## 历任领导
| 省长 …… - 鹿心社（2011年6月－2016年7月） - 刘奇（2016年7月－2018年8月） - 易炼红（2018年8月－2021年10月） - 叶建春（2021年10月至今） 常务副省长 …… - 吴新雄（2003年1月—2006年10月） - 凌成兴（2006年12月—2013年5月） - 莫建成（2013年7月－2015年9月） - 毛伟明（2015年9月－2020年1月） - 殷美根（2020年3月－2021年12月） - 梁桂（2021年12月－2023年1月） - 任珠峰（2023年1月至今） 秘书长 …… - 谭晓林（2008年3月－2015年3月） - 张勇（2015年3月－2018年1月） - 张小平（2018年1月－2021年3月） - 王国强（2021年3月－2023年3月） - 徐延彬（2023年3月至今） | 副省长 …… - 赵智勇（2002年3月－2008年6月） - 危朝安（2003年1月－2006年1月） - 熊盛文（2006年3月－2012年2月） - 洪礼和（2007年1月－2013年1月） - 史文清（2008年1月－2011年5月） - 谢茹（2008年1月－2018年1月） - 陈达恒（2008年6月－2011年2月） - 朱虹（2010年10月－2015年10月） - 姚木根（2011年5月－2013年3月） - 胡幼桃（2012年2月－2015年7月） - 曾庆红（2013年1月－2013年7月） - 李贻煌（2013年1月－2018年1月） - 李炳军（2013年7月－2015年7月） - 郑为文（2014年10月－2018年1月） - 刘昌林（2015年7月－2016年10月） - 尹建业（2015年11月－2017年3月） - 殷美根（2015年11月－2016年11月，2020年3月－2023年1月） - 李利（2016年12月－2018年3月） - 吴晓军（2017年3月－2020年3月） - 孙菊生（2018年1月－2023年1月） - 吴忠琼（2018年1月－2021年1月） - 秦义（2018年1月－2023年1月） - 刘强（2018年5月－2019年7月） - 胡强（2018年6月－2022年3月） - 陈小平（2019年9月－2023年1月） - 吴浩（2020年3月－2021年6月） - 罗小云（2020年8月－2022年7月） - 任珠峰（2021年3月至今） - 张鸿星（2021年6月－2021年12月） - 梁桂（2021年12月－2023年1月） - 孙洪山（2023年1月至今） - 袁勤华（2023年1月至今） - 夏文勇（2023年1月至今） - 陈敏（2023年1月－2024年5月） - 史可（2023年1月至今） - 卢小青（2023年1月－2024年5月） - 万广明（2024年5月至今） - 张莹（2024年6月至今） |